# Helle Ackerschnecke
Die Helle Ackerschnecke (Deroceras juranum), auch Heller Schnegel oder Jura-Ackerschnecke genannt, ist eine wenig erforschte Art der Ackerschnecken und im südwestlichen Mitteleuropa beheimatet.

## Merkmale
Ausgestreckt wird die Helle Ackerschnecke meist 30–40 mm lang. Die sehr hell gelblichweiße Farbe in Verbindung mit einer dunklen bis schwarzen Wolkenzeichnung sind für diese Schnecke relativ typisch, es kommen allerdings auch andere Färbungen vor. Der Name Deroceras juranum wurde ursprünglich für eine dunkel-violette Schnecke eingeführt, die allerdings nicht artlich von den anderen Formen zu trennen ist. Kopf und Fühler sind dunkel, der Körperschleim ist bei Reizung milchig-weiß, ansonsten farblos. Am Körperende befindet sich ein Rückenkiel.
Äußerlich kaum zu unterscheiden ist die Art Deroceras rodnae. Auch eine Unterscheidung von der Genetzten Ackerschnecke (Deroceras reticulatum), der Grauen Ackerschnecke (Deroceras agreste) und Deroceras praecox kann schwierig sein. Meist bleibt D. juranum kleiner als diese.

## Verbreitung und Lebensraum
Das Verbreitungsgebiet liegt im und um den westlichen Alpenraum, von Ostfrankreich (Vogesen) über die nördliche Schweiz (Schweizer Jura, Mittelland, Berner und Luzerner Kalkalpen, Basel) bis ins südliche Deutschland. Hier kommt sie sporadisch in Baden-Württemberg und Bayern vor. Die östliche Grenze des Verbreitungsgebietes ist vage, da eine Abgrenzung von Deroceras rodnae schwierig ist. Populationen aus Österreich, Tschechien und Thüringen gehören womöglich auch zu Deroceras juranum.
Die Art bevorzugt kalkhaltige Standorte. Sie lebt montan, vorwiegend in feuchten Wäldern, aber oberhalb von 1000 m über NN auch auf Bergwiesen. An Wäldern werden schattige und feuchte Wälder, auch Nadelwälder, besiedelt, wo sie im feuchten Laub, unter altem Holz und Steinen, aber auch auf den Pflanzen umherkriechend gefunden werden kann.

## Lebensweise
Die Fortpflanzungszeit liegt im Frühling. Über ihre Lebensweise und Gefährdungssituation ist nur wenig bekannt.

## Taxonomie
Die früher als Deroceras rodnae bezeichneten Schnecken sind jetzt verhaltensbiologisch und molekulargenetisch in mindestens zwei Arten getrennt worden, für die die publizierten Namen D. rodnae Grossu & Lupu 1965 und D. juranum bereits vorlagen. Für die westlichen der in Deutschland vorkommenden Exemplare ist der Name D. juranum zu verwenden, weitere Abgrenzungen sind noch ungeklärt und anatomische Untersuchungen nötig. Die Typuslokalität von D. juranum liegt im Schweizer Jura.